# سال

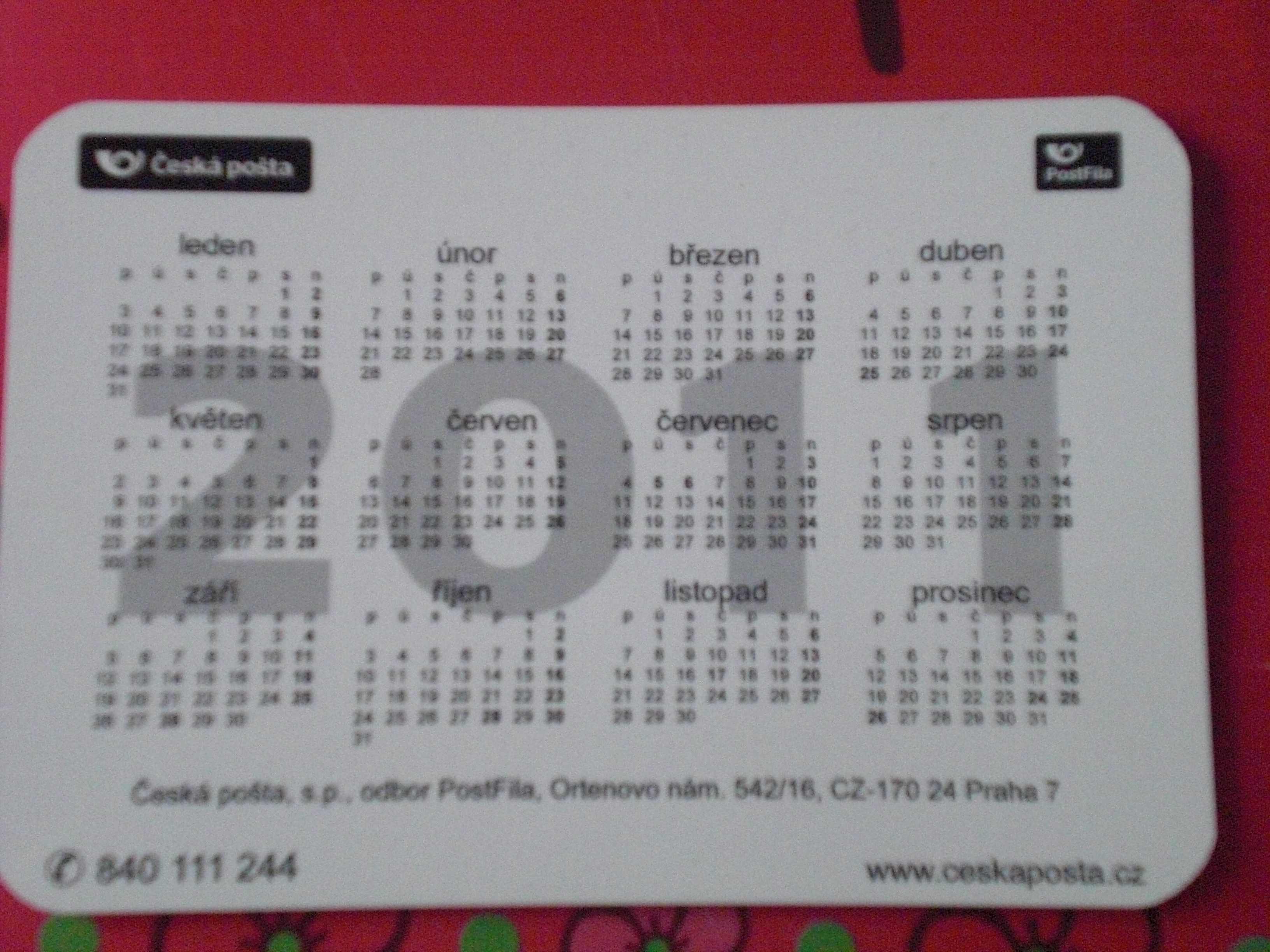
یک نمونه تقویم میلادی

سال یکای زمان است که بر اساس رخ دادن دو رویداد در جریان حرکت زمین به دور خورشید تعریف می‌شود. گاه با گسترش دادن این مفهوم، واژه «سال» برای نامیدن طول زمان گردش سیاره‌های دیگر به دور خورشید نیز به‌کار می‌رود.
سال معمولاً به سال خورشیدی گفته می‌شود. گاه‌شماری قمری بر اساس سال قمری برابر ۱۲ ماه قمری است و بیش از ۱۰ روز از سال خورشیدی کوتاهتر است.

## سال اعتدالی
سال اعتدالی، فاصله زمانی بین دو بار عبور متوالی زمین از نقطه اعتدال بهاری است. زمان هر سال اعتدالی بعلت برخی تأثیرات نجومی متغیر است (سال اعتدالی متغیر) که مبنای آغاز سال در گاه‌شماری هجری خورشیدی و میانگین آن (سال اعتدالی متوسط یا میانگین)، مبنای واحد سال تقویمی در همه گاه‌شماری‌های خورشیدی است. مدت سال اعتدالی متوسط ۳۶۵ روز و ۵ ساعت و ۴۸ دقیقه و ۴۵٬۹۷۵۴۵۶ ثانیه، بعبارتی (۳۶۵٫۲۴۲۱۹۸۷۹ روز) است.
در تمدن‌های باستان با اهمیتی که دانستن فرارسیدن فصل‌ها در کشاورزی داشت، مفهوم «سال اعتدالی» جهت تنظیم تقویم اهمیت داشت.

## سال تقویمی یا عرفی
سال تقویمی (عرفی) مدتی است بین دو تاریخ روز که نام واحدی در تقویم دارند. مثلاً از ۶ آذر تا ۶ آذر سال بعد.
سال تقویمی عادی ۳۶۵ روزه و کبیسه ۳۶۶ روزه‌است.
تقویم خورشیدی معمولاً برای پیش‌بینی شروع فصل‌ها بکار می‌رفت.

## سال قمری
سال قمری عرفی مساوی است با ۱۲ ماه هلالی و مدت آن برابر با ۳۵۴ یا ۳۵۵ شبانه روز (سال کبیسه) است. سال قمری متوسط ۳۵۴٫۳۶۷ روز است.

## سال نجومی
سال نجومی مدت زمانی است که زمین نسبت به یک ستاره ثابت یک دور در مسیرش به دور خورشید می‌گردد. طول سال نجومی ۳۶۵٫۲۵۶۳۶ روز است، یعنی ۳۶۵ روز و ۶ ساعت و ۹ دقیقه است. سال نجومی ۲۰ دقیقه از سال اعتدالی بلندتر است. از این رو که مختصات ستارگان به مرور در نقشه آسمان تغییر می‌یابد.

## سال انحرافی
سال انحرافی عبارت است از دو دور متوالی زمین از نزدیکترین وضع آن نسبت به خورشید (حضیض) که مدت آن تقریباً ۳۶۵ شبانه روز و کسری است.

## سال نوری
سال نوری عبارت است از مسافتی که نور با سرعتی معادل سیصد هزار کیلومتر بر ثانیه، در مدت یک سال (سال اعتدالی متوسط) طی می‌کند.سال نوری بر خلاف تصور عامه، واحد مسافت است و نه واحد زمان. این واحد برای بیان فاصله‌های بسیار دور از هم در فضا، استفاده می‌شود.